# Мубарак, Сюзанна
Сюзанна Мубарак (урождённая Сабет, араб. سوزان مبارك‎; род. 28 февраля 1941, Эль-Минья) — супруга бывшего президента Египта Хосни Мубарака.

## Биография
Сюзанна Мубарак родилась 28 февраля 1941 года в египетском городе Мения в семье египтянина и валлийки. Обучалась в школе Св. Клары в Каире. В 1977 году получила степень бакалавра политических наук в Американском университете Каира, а в 1982 году стала магистром социологии, защитив диссертацию на тему «Изучение социального действия в египетском городе». В 1977 году она основала благотворительную организацию Integrated Care Society, которую возглавляет до сих пор.
В 1958 году Сюзанна вышла замуж за Хосни Мубарака. 13 октября 1981 года после убийства исламскими экстремистами президента Анвара Садата Хосни Мубарак был избран президентом Египта. Госпожа Мубарак продолжила активно заниматься благотворительностью и борьбой за права детей и женщин. В 1988 году в Ираке супруга египетского президента оказалась свидетелем преступления — во время торжественного приёма в её честь сын Саддама Хусейна Удей убил телохранителя иракского президента.
В настоящее время Сюзанна Мубарак является членом Национального совета по материнству и детству, возглавляет комитет по молодёжной литературе, патронирует создание египетской версии детского обучающего телесериала «Улица Сезам», является лидером движения «Грамотность для всех», ведет активную борьбу против варварского обычая женского обрезания в Египте и других странах Африки. При её участии в Египте создан детский музей её имени.
Удостоена Европейской академией наук и искусств в 1998 году премии толерантности за вклад в борьбу за права женщин и детей. Является почетным доктором гуманитарных наук Американского университета Каира с февраля 2000 года. За активную благотворительную деятельность имеет в народе прозвище Мама Сюзанна.
Имеет двоих сыновей — Алаа и Гамаля.
В мае 2009 года потеряла единственного внука Муххамеда.